# 力学孤立系统
力学孤立系统是力学约束即不会发生形变从而不能对外做机械功的热力学系统 。同时，它也不会与其环境发生物质交换，但可以进行热量交换。
对于一个简单系统，力学孤立等价于恒容。而在这种简单系统中发生的过程被称为等容过程。 
相对于力学孤立系统，同时存在可以传递机械能的力学开放系统。 对于一个简单系统，力学开放意味着当系统受到外界压力时，其边界形状可以发生变化。而力学平衡时，意味着其所受外界压力平衡。只有力学孤立系统的边界可以承受压力变化。 